# 양양군
양양군(襄陽郡)은 대한민국 강원특별자치도 동해안 중부에 있는 군이다. 동해는 수심이 깊고, 북서쪽으로 설악산이 있다. 특산물은 송이와 연어이며 다른 수산물도 풍부하다.
설악산과 해수욕장(대표적으로 낙산해수욕장)을 보유하고 있어 자연환경이 깨끗하다.

## 역사
| Daedongyeojido (Gyujanggak) 12-01.jpg |
| Daedongyeojido (Gyujanggak) 13-02.jpg |

고구려 때는 익현현(翼峴縣), 신라 시대에는 수역령(水域領)이었는데, 고려 원종 원년(1260년)에 지양주사(知襄州事)로 승격되었다. 조선 태종 13년(1413)에 도호부(都護府)가 되고 동 16년(1416년) 양양이라 하였다.
- 조선 중기 양양도호부
- 1895년 : 강릉부 양양군으로 개편하였다.[5]
- 1896년 : 강원도 양양군으로 개편하였다.[6]
- 1914년 4월 1일 : 7면으로 개편하였다.[7]

7면 - 군내면, 손양면, 강현면, 도천면, 서면, 현북면, 현남면
- 1919년 : 고성군에서 죽왕면, 토성면이 편입되었고, 군내면을 양양면으로 개칭하였다. (9면)
- 1937년 : 도천면을 속초면으로 개칭하였다.
- 1942년 10월 1일 : 속초면이 속초읍으로 승격하였다.[8] (1읍 8면)
- 1945년 9월 2일 : 미국과 소련이 38선을 경계로 한반도를 분할 점령하였다.
- 1945년 9월 16일 : 양양군의 미군정 관할 지역이 강릉군에 편입되었다.

| 구 행정구역               | 신 행정구역                 |
| ------------------------- | --------------------------- |
| 양양군 현남면·현북면·서면 | 강릉군 현남면·현북면·신서면 |
- 1953년 7월 27일 : 한국 전쟁의 결과, 대한민국이 양양군의 전 지역을 수복하였다.
- 1954년 11월 17일 : 양양군에 대한 행정권이 회복되고, 강릉군에서 현북면과 서면이 환원되었다.[9] (1읍 7면)
- 1963년 1월 1일 : 속초읍이 속초시로 승격하고, 죽왕면과 토성면을 고성군으로 이관하였고, 명주군에서 현남면이 환원되었다.[10][11] (6면)
- 1973년 7월 1일 : 서면 명개리가 홍천군 내면으로 이관되었다.[12]
- 1979년 5월 1일 : 양양면이 양양읍으로 승격하였다.[13] (1읍 5면)

## 지리
강원특별자치도의 북동 중앙에 위치하며 동서의 거리는 약 31 km, 남북의 거리는 약 34 km에 달한다. 동쪽은 약 39.5 km에 걸쳐 동서에 연하고, 서쪽은 태백산맥의 준령을 기점으로 하여 인제군의 인제읍, 북면, 기린면과 접해있고, 남쪽은 강릉시의 주문진읍, 연곡면, 홍천군의 내면 등과 접해 있으며, 북쪽은 속초시의 도문동, 설악동에 접하여 4개 시ㆍ군, 8개 읍ㆍ면ㆍ동과 경계하고 있다. 면적 중 대부분이 산지라 이용 가능한 토지가 적으며, 양양군의 인도 밀도는 43명/km2으로 대한민국에서 가장 인구 밀도가 낮다는 강원도 90명/km2보다도 훨씬 낮다.
대부분 산악지형으로서 전체 면적의 약 74%가 해발 100m ~ 1,360m를 형성하고, 시가지 및 취락은 대부분 100m 이하에서 형성되어 있다. 양양군의 서경은 태백산맥이 뻗어 산악이 중첩하고 북서부에 설악산(1,708ｍ), 남서경에 오대산(1,563ｍ) 등이 솟아 동해안에 급경사하고 있다. 하천은 대개 짧고 급류이며, 수량이 적다. 그리하여 황천·천정천을 이루며 그 중에 큰 것은 남대천이다. 평지는 동해안을 따라 2~4km의 폭을 가지고 길게 발달하고 있다. 해안선은 53km에 달하나 매우 단조롭고 곳곳에 사빈·석호·단구가 발달하여 경승지가 많다.

### 기후
동해에 면하고 서쪽 태백산맥이 겨울에 북서 계절풍을 가로막아 푄 현상(Föhn)으로 기온을 높여 같은 위도의 서해안에 비해 연평균 2.5 °C 높고, 특히 1월 평균 기온은 3 °C나 높다. 또 가을에 강수량이 비교적 많은 것도 특색이다. 연평균 기온은 11.8 °C, 1월 평균 기온은 －2.2 °C, 8월 평균 기온은 24.3 °C이고, 역대 최고 기온은 39.2 °C(1939년 7월), 역대 최저 기온은 －19 °C(1944년 2월)였고, 연평균 강수량은 1,400 mm이다.

## 행정 구역

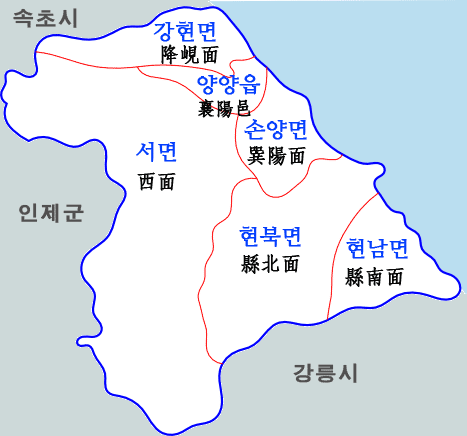
양양군의 행정구역

양양군의 행정 구역은 1읍 5면으로 법정리 124개, 436개 반이다. 양양군의 면적은 629.32 km2이며, 인구는 2015년 12월 말 주민등록 기준으로 27,479 명, 13,374 가구이다. 이 중 42.6%가 양양읍에 거주한다. 양양군의 남녀 성비는 1.03 : 1이다.
| 읍면동 | 한자   | 면적   | 인구   | 세대   |
| ------ | ------ | ------ | ------ | ------ |
| 양양읍 | 襄陽邑 | 32.35  | 11,718 | 5,305  |
| 서면   | 西面   | 268.06 | 3,251  | 1,586  |
| 손양면 | 巽陽面 | 47.32  | 2,392  | 1,186  |
| 현북면 | 縣北面 | 164.47 | 2,762  | 1,461  |
| 현남면 | 縣南面 | 64.34  | 3,181  | 1,705  |
| 강현면 | 降峴面 | 52.78  | 4,175  | 2,131  |
| 총계   | 총계   | 629.32 | 27,479 | 13,374 |

- 인구는 2015년 12월 31일 주민등록 기준, 면적은 2011년 통계연보

## 교통

### 항공
양양국제공항이 있으며, 기존에 양양공항을 모항으로 하던 강원도 유일의 항공사 플라이강원이 얼마전 파산하여 법정관리에 들어가면서 현재는 하루에 정규 항공편이 한차례도 뜨고 내리지 않는 유령공항의 상태이나 다행히 2023년 8월 한달간 김포와 청주를 오가는 임시편이 운영할 예정이다. 몇몇 비행학교가 입주하고 있어 경비행기와 해양경찰 항공대 소속의 헬리콥터가 간혹 뜨고 내리고 있다.

### 도로
양양시외버스터미널을 이용해 고속버스 및 시외버스를 이용할 수 있다.
| 60 서울양양고속도로 | 인제 나들목 ↔ 서양양 나들목 ↔ 양양 분기점 ↔ 양양 나들목                                               |
| 65 동해고속도로     | 북강릉 나들목 ↔ 남양양 나들목 ↔ 하조대 나들목 ↔ 양양 분기점/양양 나들목 ↔ 북양양 나들목 ↔ 속초 나들목 |

### 항구
- 남애항

강원도 아름답다고 손꼽히는 미항 중의 하나로 양양군에서 가장 큰 항구이다. 항구를 중심으로 남애 1~4리 4개의 포구 마을이 길게 늘어서 있다. 동해안 일출의 최고 명소이기도 하다.
- 기사문항

현북면 기사문리에 있는 어항이다. 2007년 3월 22일 어촌정주어항으로 지정되었다. 기사문리의 대부분 주민들은 어업에 종사하고 있다. 어업의 활성화가 이루어져 마을 주민들의 생활 수준은 다른 어촌 마을에 비해 높은 편이다. 6.25 이후에는 명태잡이가 성행하여 경상남도에서 이주해 온 사람들이 많다.

### 철도
양양역 등 동해선이 있었으나 폐선됐고 2028년에 재개통할 예정이다.

## 관광

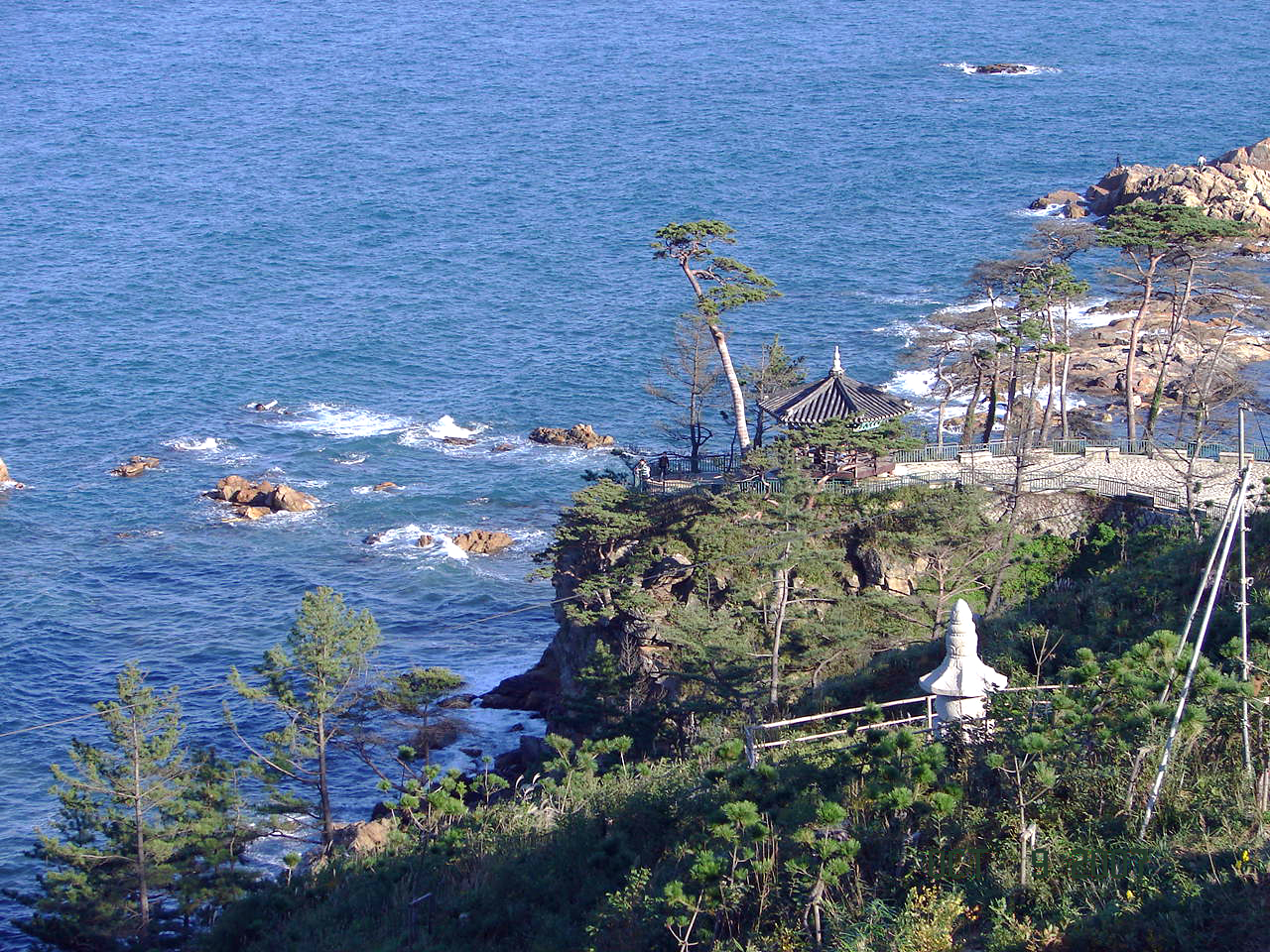
의상대

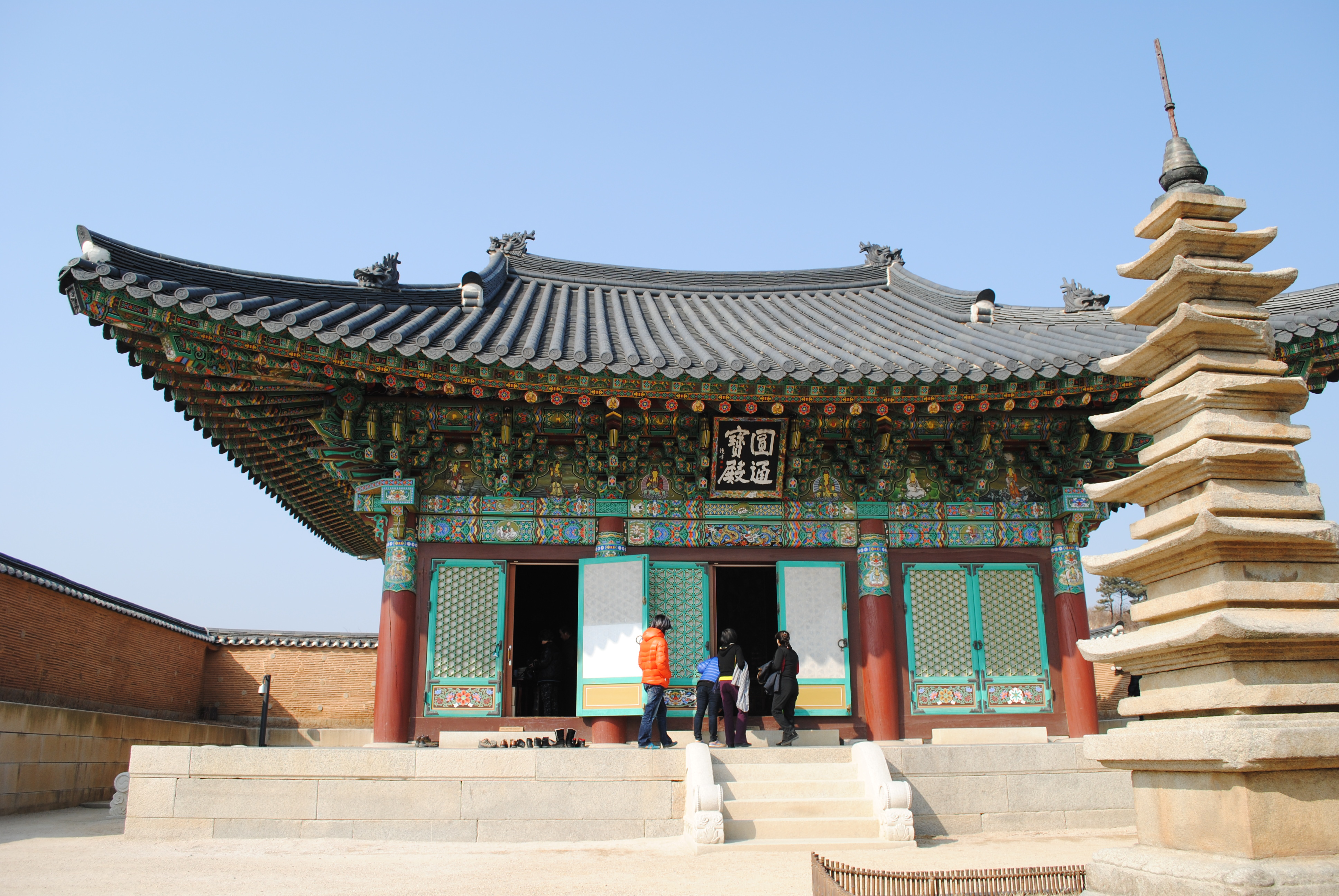
낙산사 원통보전

구룡령 옛길은 문화재청이 지정한 "명승 29호 문화재 길"로 옛사람들의 삶의 애환이 서려 있는 조붓하고 애틋한 길이다. 현재 폐점된 구룡령휴게소가 있는 국도 제56호선 고갯마루에서 출발한다. 가파른 나무계단을 오르면 길은 오롯하다.
- 낙산사

671년(신라 문무왕 11년) 의상이 관음보살의 진신이 이 해변의 굴 안에 머문다는 말을 듣고 굴 속에 들어가 예불하던 중 관음보살이 수정으로 만든 염주를 주면서 절을 지을 곳을 알려 주어 이곳에 사찰을 창건하고 낙산사라 하였다 한다.
헌안왕 2년(858) 범일대사가 중창하였으나 1231년 몽골의 침입으로 소실되었다. 조선 세조 13년(1467) 왕명으로 크게 중창하였고, 임진왜란과 병자호란 때 화재를 겪었다. 다시 인조 원년(1624), 9년(1631)과 21년(1643) 재차 중건이 있었으나 정조 원년(1777) 화재를 당하여 다음해 다시 중건하였다.
- 의상대

강현면 전진리 동해안에 있는 정자로 낙산사에서 홍련암의 관음굴로 가는 해안 언덕에 자리 잡고 있다. 신라의 고승 의상이 낙산사를 창건할 때 좌선하였던 곳으로, 1925년 팔각형 정자를 짓고 의상대라 명명하였다.
- 진전사지 삼층석탑
- 해수욕장
  - 낙산해수욕장
  - 오산해수욕장
  - 동호해수욕장
  - 하조대해수욕장
  - 인구해수욕장
  - 지경해수욕장

## 교육
- 고등학교

|  | - 양양고등학교 |

강원특별자치도속초양양교육지원청에서 교육 부분을 담당하였으나, 양양 지역 학생들의 교육을 향상시키기 위하여 양양교육지원센터를 설립하였다. 또한 도서관 시설 개선을 위해 양양교육도서관 자료실 증축 및 환경개선공사를 실시하였다. 양양군의 초등학교는 13곳, 분교는 4곳이다. 현재 많은 초등학교들이 학생 수 부족으로 인하여 폐교 위기에 놓였다. 2019년 양양고등학교와 양양여자고등학교를 통폐합하고, 양양중학교와 양양여자중학교를 통폐합하면서 양양읍에는 중학교가 1곳만 남았고, 양양군 전체에서 고등학교는 1곳만 남았다.

## 사건
- 1681년 양양 지진 (1681년)
- 낙산사 산불 (2005년)

## 자매 도시
| 지역 & 국가 | 도시                |
| ----------- | ------------------- |
| 중국        | 후베이성 양양 시    |
| 일본        | 아오모리현 롯카쇼촌 |
| 일본        | 돗토리현 다이센정   |